# Modau
Modau er en flod i den tyske delstat Hessen. Den er en af Rhinens bifloder fra højre med en længde på 30 km. Den har sit udspring Odenwald ved Neunkircher Höhe, og løber nordover gennem flere landsbyer i kommunen Modautal, og så gennem Ober-Ramstadt og videre vestover til Stockstadt. Her løber Modau langs yderkanten af naturreservatet Kühkopf-Knoblochsaue, hvor den munder ud i Rhinen.
49°43′57″N 8°46′12″Ø / 49.7324°N 8.7701°Ø